# 욘 람
존 람 로드리게스(스페인어: Jon Rahm Rodríguez, 1994년 11월 10일 ~ )는 바스크 출신 스페인의 골프 선수이다. 2016년에 프로로 전향하여 PGA 투어와 유럽 투어를 뛰고 있다. 2017년 7월 브리티시 오픈 첫 경기에서 나뭇가지를 치웠다가 동료 선수 리 웨스트우드에게 발각되어 규칙 위반 논란에 휩싸였다.